# 大日本帝国海軍艦艇一覧
大日本帝国海軍艦艇一覧（だいにっぽんていこくかいぐんかんていいちらん）は、明治維新から太平洋戦争(大東亜戦争、第二次世界大戦)終結の間に、大日本帝国海軍が保有または、保有を計画した艦艇の一覧である。現段階で、この一覧は全艦艇の網羅には程遠いものである。この一覧はウィキペディア内に記事があるかを確認する便宜のためにあり、新規記事が作成されたときにはここに追加される。
なお、陸軍船舶兵が保有していた船舶は大日本帝国陸軍兵器一覧#船舶を参照
なお、艦種類別及び等級については、基本的に竣工時とする。終戦までに廃止された類別についてはその限りではない。また特記すべき変更がある場合はより重要と思われる類別に分類し、航空母艦への改造など変更前後の両方とも重要な場合は両方に分類する。日本海軍の艦種類別の変遷、大日本帝国海軍艦艇要目解説については、別稿で記述する。未成艦・計画艦は艦名を斜体で表記する。

## 黎明期
海軍艦艇類別標準の制定(1900年(明治33年)6月22日)前の艦船。その後艦艇に類別された艦船はそれぞれの項目を参照のこと。

### 軍艦
明治20年まで、軍艦の正式名には「艦」が付く(和泉丸、河内丸、陽春丸などを除く)。例「富士山艦」「摂津艦」など
- 朝陽丸
- 和泉丸(和泉 [I])
- 河内丸(河内[I])
- 武蔵 [I]
- 陽春丸
- 咸臨丸

スループ
- 富士山(富士 [I])
- 清輝

その他の艦は#等級制定以前(スループ)に
コルベット
- 観光丸
- 龍驤 [I]
- 浅間 [I]

その他の艦は#等級制定以前(コルベット)に
砲艦
- 摂津 [I]
- 千代田形(千代田 [I])
- 第一丁卯
- 第二丁卯
- 乾行
- 孟春
- 雲揚
- 雷電(←蟠竜丸)

その他の艦は#砲艦に
甲鉄艦
- 東(←甲鉄)

通報艦、水雷砲艦
- 春日 [I](→雑役船)

#通報艦へ
甲鉄フリゲート
- 扶桑(→#二等戦艦)

海防艦
- 松島型(→#等級制定以前(防護巡洋艦))：松島 - 厳島 [I] - 橋立 [I]

巡洋艦
#等級制定以前(巡洋艦)へ
防護巡洋艦
#等級制定以前(防護巡洋艦)へ
装甲巡洋艦
#等級制定以前(装甲巡洋艦)へ
戦艦
#戦艦へ
練習艦
- 肇敏(←運送船春風丸)
- 石川(←運送船)
- 館山(←第一回漕丸)
- 満珠型：満珠 [I] - 干珠 [I]
- 日清戦争戦利艦：敏捷

皇艦
- 迅鯨 [I](外海用御召艦)

日本海軍艦籍には入らなかったが関係の深い艦
- 延年丸
- 電流丸

### 運輸船
初期の運輸船は兵装を持つ戦闘艦艇でもあるのでここに挙げる。
- 翔鶴丸(翔鶴 [I])(または軍艦)
- 鳳凰丸
- 開運丸
- 立象丸
- 長鯨丸(長鯨[I])
- 飛隼丸
- 飛龍丸(飛龍 [I])
- 快風丸
- 大坂丸
- 虹橋船
- 行速丸
- 東京丸
- 第一利根川船(→第一利根川丸)(利根 [I])
- 高雄丸(高雄 [I])
- 第二利根川船(→第二利根川丸)(利根 [II])
- 函容丸
- 沖鷹丸(冲鷹[I])
- 千早号(千早[I])
- 樺太丸
- 華陽丸
- 春風丸 (→肇敏)
- 石川丸(→石川)
- 第一回漕丸(→館山)
- 第二回漕丸

### その他
- 蒼龍 [I](内海用御召船、蒼龍丸→蒼龍艦)

## 艦艇

### 軍艦

#### 戦艦

##### 一等戦艦
- 富士型:富士、八島
- 敷島型:敷島、朝日、初瀬、三笠
- 日露戦争戦利艦
  - 11,000トン型:丹後
  - 相模型:相模、周防
  - 12,000トン型:肥前
  - 13,000トン型:石見

##### 二等戦艦
- 扶桑
- 日清戦争戦利艦
  - 鎮遠
- 日露戦争戦利艦
  - 壱岐

##### 等級廃止後
- 香取型：香取 [I] - 鹿島 [I]
- 薩摩型：薩摩 - 安芸
- 河内型：河内 [II] - 摂津 [II]
- 第一次世界大戦戦利艦
  - トゥルグート・レイス(オスマン帝国海軍戦艦)(割り当てられるも取得せず)
  - ナッサウ(ドイツ海軍戦艦)(→就役せず。売却・解体)
  - オルデンブルク(ドイツ海軍戦艦)(→就役せず。売却・解体)
- 金剛型(←巡洋戦艦)：金剛 [II] - 比叡 [II] - 榛名 - 霧島
- 扶桑型：扶桑 [II] - 山城
- 伊勢型：伊勢 - 日向
- 長門型：長門 - 陸奥
- 加賀型：加賀(→航空母艦) - 土佐(未成)
- 紀伊型： - 紀伊(未起工) - 尾張(未起工)- 第13号(11号艦)[注釈 1](計画のみ) - 第14号(12号艦)[注釈 2](計画のみ)
- 金剛代艦型藤本案 / 平賀案(計画のみ)
- 大和型：大和 [II] - 武蔵 [III] - 110号艦(→航空母艦信濃) - 111号艦
- 改大和型：797号艦
- 超大和型：798号艦 - 799号艦

#### 巡洋戦艦
※最終時の艦種類別には存在しない。
- 筑波型：筑波 [II] - 生駒 [I]
- 鞍馬型：鞍馬 [I] - 伊吹 [I]
- 天城型：天城 [II](→航空母艦→未成) - 赤城 [II](→航空母艦) - 愛宕 [II](未成) - 高雄 [III](未成)
- 第8号型(13号型)：第8号(13号艦) - 第9号(14号艦) - 第10号(15号艦) - 第11号(16号艦)(全艦計画のみ)

#### 航空母艦
- 若宮 [I](←二等海防艦←輸送船←英船レシントン)※類別上は最後まで水上機母艦とはされていない。
- 鳳翔 [II]
- 翔鶴 [II][注釈 3] - 第3艦(全艦計画のみ)
- 赤城 [II](←巡洋戦艦) - 天城 [II](←巡洋戦艦未成)
- 加賀(←戦艦)
- 龍驤 [II]
- G6(計画のみ)
- 蒼龍 [II]
- 飛龍 [II]
- 翔鶴型：翔鶴 [III] - 瑞鶴
- 瑞鳳型(祥鳳型)(←潜水母艦)：瑞鳳(←高崎 [II]) - 祥鳳(←剣埼 [II])
- 大鷹型(←特設航空母艦)：大鷹(←春日丸) - 雲鷹(←八幡丸) - 冲鷹 [II](←新田丸)
- 隼鷹型(飛鷹型)(←特設航空母艦)：飛鷹(←出雲丸) - 隼鷹(←橿原丸)
- 大鳳
- 龍鳳(←潜水母艦 大鯨)
- 海鷹(←あるぜんちな丸)
- 神鷹(←シャルンホルスト)
- 千歳型(←水上機母艦)：千歳 [II] - 千代田 [III]
- 雲龍型：雲龍 - 天城 [III] - 5002号艦(建造中止) - 葛城 [II] - 笠置 [II](未成) - 5005号艦(建造中止) - 阿蘇 [II](未成) - 生駒 [II](未成) - 鞍馬 [II](未着工) - 5009号艦(未着工) - 5010号艦(未着工) - 5011号艦(未着工) - 5012号艦(未着工) - 5013号艦(未着工) - 5014号艦(未着工) - 5015号艦(未着工)
- 信濃(←戦艦)
- 伊吹 [II](←重巡洋艦、未成)
- G14型：801号艦 - 802号艦(全艦計画のみ)
- 改大鳳型：5021号艦 - 5022号艦 - 5023号艦 - 5024号艦 - 5025号艦(全艦未着工)
- G18(計画のみ)

#### 巡洋艦

##### 等級制定以前(スループ)
- 日進 [I]
- 天城 [I](→二等砲艦)
- 海門(→三等海防艦)
- 天龍 [I](→三等海防艦)
- 葛城型：葛城 [I](→三等海防艦→二等海防艦) - 大和 [I](→三等海防艦→二等海防艦→測量船) - 武蔵 [II](→三等海防艦→二等海防艦→測量船)

##### 等級制定以前(コルベット)
- 筑波 [I](→三等海防艦)
- 金剛型：金剛 [I](→三等海防艦) - 比叡 [I](→三等海防艦)

##### 等級制定以前(巡洋艦)
- 筑紫 [I](→一等砲艦)
- 高雄 [II](→三等海防艦)

##### 等級制定以前(戦利巡洋艦)
- 済遠(←清国海軍巡洋艦 済遠 / →三等海防艦)
- 広丙(←清国海軍巡洋艦 広丙)

##### 等級制定以前(装甲巡洋艦)
- 浅間型：浅間 [II](→一等巡洋艦→一等海防艦→海防艦→練習特務艦) - 常磐(→一等巡洋艦→一等海防艦→敷設艦)
- 八雲(→一等巡洋艦→一等海防艦→海防艦→一等巡洋艦)
- 吾妻(→一等巡洋艦→一等海防艦→海防艦→練習特務艦)

##### 等級制定以前(防護巡洋艦)
- 和泉 [II](→三等巡洋艦)
- 浪速型：浪速(→二等巡洋艦) - 高千穂(→二等巡洋艦→海防艦)
- 畝傍(回航中、消息を絶った)
- 千代田 [II](→三等巡洋艦→海防艦)
- 松島型：松島(→二等巡洋艦) - 厳島 [I](→二等巡洋艦→二等海防艦→雑役船→潜水艦母艇→雑役船) - 橋立 [I](→二等巡洋艦→二等海防艦→雑役船)
- 須磨型：須磨 [I](→三等巡洋艦→二等巡洋艦→海防艦)
- 吉野型：吉野(→二等巡洋艦) - 高砂(→二等巡洋艦)
- 秋津洲 [I](→三等巡洋艦→海防艦)

##### 一等巡洋艦(装甲巡洋艦)
- 浅間型：浅間 [II](→一等海防艦→海防艦→練習特務艦) - 常磐(→一等海防艦→敷設艦)
- 八雲(→一等海防艦→海防艦→一等巡洋艦)
- 吾妻(→一等海防艦→海防艦→練習特務艦)
- 出雲型：出雲(→一等海防艦→海防艦→一等巡洋艦) - 磐手(→一等海防艦→海防艦→一等巡洋艦)
- 春日型：春日 [II](→一等海防艦→海防艦→練習特務艦) - 日進 [II](→一等海防艦)
- 日露戦争戦利艦
  - 阿蘇 [I](←ロシア海軍巡洋艦バヤーン / →敷設艦)

##### 一等巡洋艦(重巡洋艦)
- 古鷹型：古鷹 - 加古 [II]
- 青葉型：青葉 - 衣笠
- 妙高型：妙高 - 那智 - 足柄 - 羽黒
- 高雄型：高雄 [IV] - 愛宕 [III] - 摩耶 [II] -  鳥海[II]
- 改高雄型：- 4隻未成
- 最上型：最上 [II](←二等巡洋艦) - 三隈(←二等巡洋艦) - 鈴谷 [II](←二等巡洋艦) - 熊野(←二等巡洋艦)
- 利根型：利根 [IV] - 筑摩 [II]
- 改鈴谷型：伊吹 [II](→航空母艦) - 301号艦 (未成)
- 改利根型：- 2隻未成
- 超甲巡型 : 795号艦 - 796号艦(全艦計画のみ、⑥計画では追加の4隻を含め合計6隻の建造が見込まれていた)

##### 二等巡洋艦(防護巡洋艦)
- 浪速型：浪速(←巡洋艦) - 高千穂(←巡洋艦 / →二等海防艦)
- 松島型：松島(←巡洋艦) - 厳島 [I](←巡洋艦 / →二等海防艦→雑役船→潜水艦母艇→雑役船) - 橋立 [I](←巡洋艦 / →二等海防艦→雑役船)
- 吉野型：吉野(←巡洋艦) - 高砂(←巡洋艦)
- 須磨型：須磨(←三等巡洋艦←巡洋艦 / →二等海防艦) - 明石 [I](←三等巡洋艦 / →二等海防艦)
- 笠置型：笠置 [I] - 千歳 [I](→二等海防艦)
- 新高型：新高(←三等巡洋艦 / →二等海防艦) - 対馬 [I](←三等巡洋艦 / →二等海防艦→海防艦)
- 音羽(←三等巡洋艦)
- 日露戦争戦利艦
  - 津軽 [I](←ロシア海軍防護巡洋艦パルラーダ / →敷設艦)
  - 宗谷 [I](←ロシア海軍防護巡洋艦ヴァリャーグ / →ロシアに返還)
- 利根 [III]
- 筑摩型：筑摩 [I] - 矢矧 [I] - 平戸 [I]

##### 二等巡洋艦(軽巡洋艦)
- 天龍型：天龍 [II] - 龍田 [II]
- 球磨型：球磨 - 多摩 - 北上 - 大井 - 木曾
- 長良型：長良 - 五十鈴 - 名取 - 由良 - 鬼怒 - 阿武隈
- 川内型：川内 - 神通 - 那珂 - 加古 [I](建造中止)
- 夕張型：夕張
- 最上型：最上 [II](→一等巡洋艦) - 三隈(→一等巡洋艦) - 鈴谷 [II](→一等巡洋艦) - 熊野(→一等巡洋艦)
- 第一次世界大戦戦利艦
  - コルベルク級小型巡洋艦：アウクスブルク ※就役せず
- 阿賀野型：阿賀野 - 能代 - 矢矧 [II] - 酒匂
- 大淀型：大淀 - 仁淀(未起工)
- 日中戦争戦利艦
  - 八十島型：八十島(←海防艦←中国巡洋艦 平海)
- 改阿賀野型：810号艦 - 811号艦 - 812号艦 - 813号艦 - 814号艦 - 5037号艦 - 5038号艦 (全艦未着工)
- 815号型：815号艦 - 816号艦 - 817号艦 - 818号艦 (全艦未着工)

##### 三等巡洋艦(防護巡洋艦)
- 和泉 [II](←巡洋艦)
- 千代田 [II](←巡洋艦 / →二等海防艦)
- 秋津洲 [I](←巡洋艦 / →二等海防艦)
- 須磨型：須磨 [I](←巡洋艦 / →二等巡洋艦→二等海防艦) - 明石 [I](→二等巡洋艦→二等海防艦)
- 新高型：新高(→二等巡洋艦→二等海防艦) - 対馬 [I](→二等巡洋艦→二等海防艦→海防艦)
- 音羽(→二等巡洋艦)

#### 水上機母艦
- 若宮 [I](←二等海防艦←輸送船←英船レシントン)※類別上は最後まで航空母艦のまま。
- 能登呂(←運送艦(給油艦))
- 神威(←運送艦(給油艦))
- 千歳型(→航空母艦)：千歳 [II] - 千代田 [III]
- 瑞穂
- 日進 [III]
- 秋津洲型：秋津洲 [II] - 千早 [III](未成)

#### 水雷母艦
※最終時の艦種類別には存在しない。潜水母艦を参照のこと。

#### 潜水母艦
※竣工時水雷母艦である艦を含む。
- 豊橋(→二等海防艦→運送船)※水雷母艦であり、潜水母艦としては類別されていない
- 日露戦争戦利船
  - 韓崎(←水雷母艦←二等海防艦←水雷母艦←運送船「韓崎丸」←ロシア船エカテリノスラフ)
- 駒橋(←水雷母艦←二等海防艦←雑役船「駒橋丸」)
- 迅鯨型：迅鯨 [II](←水雷母艦)- 長鯨 [II](←水雷母艦)
- 大鯨(→龍鳳(航空母艦))
- 剣埼型：剣埼 [II](→祥鳳(航空母艦)) - 高崎 [II](→瑞鳳(航空母艦))
- J-27(計画のみ、全艦未成):仮称第5034号艦 - 仮称第5035号艦 - 仮称第5036号艦

#### 水雷砲艦
※最終時の艦種類別には存在しない。通報艦を参照のこと。

#### 通報艦
※最終時の艦種類別には存在しない。通報艦の前型である水雷砲艦を含む
- 八重山 [I]
- 千島(水雷砲艦)
- 龍田 [I](→一等砲艦→雑役船(潜水艇母船)「長浦丸」→潜水艦母艇「長浦」)
- 宮古
- 千早 [II](→一等砲艦→雑役船)
- 淀型：淀(→一等砲艦→砲艦) - 最上 [I](→一等砲艦)
- 日露戦争戦利艦
  - 姉川(←ロシア海軍病院船アンガラ / →ロシアへ返還)
  - 満州(←ロシア商船マンチュリア / →二等海防艦→海防艦)
  - 鈴谷 [I](←ロシア海軍二等巡洋艦ノヴィーク / →二等海防艦)

#### 敷設艦
- 勝力(→特務艦(測量艦))
- 常磐(←一等海防艦←一等巡洋艦)
- 厳島 [II]
- 八重山 [II]
- 沖島 [II]
- 津軽 [II]
- 箕面

#### 急設網艦
- 白鷹 [II]
- 初鷹型：初鷹 - 蒼鷹 [II]
- 改初鷹型：若鷹

#### 練習戦艦
- 比叡 [II]

#### 練習巡洋艦
- 香取型：香取 [II] - 鹿島 [II] - 香椎 - 橿原(未成)

### 駆逐艦
※正式には数字は漢字表記である。

#### 等級制定以前
- 雷型(←水雷艇駆逐艇)：雷 [I](→三等駆逐艦) - 電 [I] - 曙 [I](→三等駆逐艦) - 漣 [I](→三等駆逐艦) - 朧 [I](→三等駆逐艦) - 霓
- 東雲型(←水雷艇駆逐艇、→三等駆逐艦)：東雲 [I] - 叢雲 [I] - 夕霧 [I] - 不知火 [I] - 陽炎 [I] - 薄雲 [I]
- 暁型：暁 [I] - 霞 [I](→三等駆逐艦)
- 白雲型(→三等駆逐艦)：白雲 [I] - 朝潮 [I]
- 春雨型：春雨 [I] - 村雨 [I](→三等駆逐艦) - 速鳥 - 朝霧 [I](→三等駆逐艦) - 有明 [I](→三等駆逐艦) - 吹雪 [I](→三等駆逐艦) - 霰 [I](→三等駆逐艦)
- 神風型(→三等駆逐艦)：神風 [I](→掃海艇) - 初霜 [I](→掃海艇) - 弥生 [I] - 如月 [I](→掃海艇) - 白露 [I] - 白雪 [I] - 松風 [I] - 朝風 [I](→掃海艇) - 春風 [I](→掃海艇) - 時雨 [I] - 朝露 - 疾風 [I] - 追風 [I] - 夕凪 [I] - 夕暮 [I](→掃海艇) - 夕立 [I](→掃海艇) - 三日月 [I] - 野分 [I] - 潮 [I](→掃海艇) - 子日 [I](→掃海艇) - 響 [I](→掃海艇) - 白妙 - 初春 [I] - 若葉 [I](→掃海艇) - 初雪 [I](→掃海艇) - 卯月 [I] - 水無月 [I](→第10号掃海艇 [I]) - 長月 [I](→第11号掃海艇 [I]) - 菊月 [I](→第12号掃海艇 [I]) - 浦波 [I](→第8号掃海艇 [I]) - 磯波 [I](→第7号掃海艇 [I]) - 綾波 [I](→第9号掃海艇[I])
- 日露戦争戦利艦
  - 山彦型(→三等駆逐艦)：山彦(←暁 [II]) - 文月 [I]
  - 皐月 [I](→三等駆逐艦)
  - 敷波型(→三等駆逐艦)：敷波 [I] - 巻雲 [I]
- 第一次世界大戦英国貸与艦(※英海軍エイコーン級駆逐艦の貸与。日本海軍籍には編入されていない)
  - 橄欖型：橄欖(←→ネメシス) - 栴檀(←→ミンストレル)
- 第一次世界大戦戦利艦(※就役せず)
  - V180級大型水雷艇（ロシア語版）：T181
  - S49級駆逐艦（ロシア語版）：S51
  - S53級駆逐艦（ロシア語版）：S60
  - V67級駆逐艦（ロシア語版）：V80
  - V125級駆逐艦（ロシア語版）：V127

#### 一等駆逐艦
- 海風型：海風 [I](→第7号掃海艇 [II]) - 山風 [I](→第8号掃海艇 [II])
- 浦風型：浦風 [I] - 江風 [I]
- 磯風型：磯風 [I] - 浜風 [I] - 天津風 [I] - 時津風 [I]
- 江風型：江風 [II] - 谷風 [I]
- 峯風型：峯風 - 澤風 - 沖風 - 島風 [I](→第1号哨戒艇) - 灘風(→第2号哨戒艇) - 矢風(→標的艦) - 羽風 - 汐風 - 秋風 - 夕風 - 太刀風 - 帆風
  - 改峯風型：野風 - 波風 - 沼風
- 第1号型→神風型：神風 [II](←第1号←第1) - 朝風 [II](←第3号←第3) - 春風 [II](←第5号←第5) - 松風 [II](←第7号←第7) - 旗風(←第9号) - 追風 [II](←第11号) - 疾風 [II](←第13号) - 朝凪(←第15号) - 夕凪 [II](←第17号)
- 第19号型→睦月型：睦月(←第19号) - 如月 [II](←第21号) - 弥生 [II](←第23号) - 卯月 [II](←第25号) - 皐月 [II](←第27号) - 水無月 [II](←第28号) - 文月 [II](←第29号) - 長月 [II](←第30号) - 菊月 [II](←第31号)- 三日月 [II](←第32号) - 望月(←第33号) - 夕月(←第34号)
- 第35号型→吹雪型(特I型、特II型)：吹雪 [II](←第35号) - 白雪 [II](←第36号) - 初雪 [II](←第37号) - 深雪(←第38号) - 叢雲 [II](←第39号) - 東雲 [II](←第40号) - 薄雲 [II](←第41号) - 白雲 [II](←第42号) - 磯波 [II](←第43号)- 浦波 [II] - 綾波 [II] - 敷波 [II] - 朝霧 [II] - 夕霧 [II] - 天霧 - 狭霧 - 朧 [II] - 曙 [II] - 漣 [II] - 潮 [II]
  - 改吹雪型(特III型)：暁 [III] - 響 [II] - 雷 [II] - 電 [II]
- 初春型：初春 [II] - 子日 [II] - 若葉 [II] - 初霜 [II](①計画は12隻だったが6隻に削減)
  - 改初春型：有明 [II] - 夕暮 [II]
- 白露型：白露 [II] - 時雨 [II] - 村雨 [II] - 夕立 [II] - 春雨 [II] - 五月雨
  - 改白露型：海風 [II] - 山風 [II] - 江風 [III] - 涼風
- 朝潮型：朝潮 [II] - 大潮 - 満潮 - 荒潮 - 朝雲 - 山雲 - 夏雲 - 峯雲 - 霞 [II] - 霰 [II]
- 陽炎型(甲型)：陽炎 [II] - 不知火 [II] - 黒潮 - 親潮 - 早潮 - 夏潮 - 初風 - 雪風 - 天津風 [II] - 時津風 [II] - 浦風 [II] - 磯風 [II] - 浜風 [II] - 谷風 [II] - 野分 [II] - 嵐 - 萩風 - 舞風 - 秋雲
- 夕雲型(甲型)：夕雲 - 巻雲 [II] - 風雲 - 長波 - 巻波 - 高波 - 大波 - 清波 - 玉波 - 涼波 - 藤波 - 早波 - 浜波 - 沖波 - 岸波 - 朝霜 - 早霜 - 秋霜 - 清霜
  - 建造中止：仮称艦名第128～129号艦(④計画)、仮称艦名第348号艦～355号艦(マル急計画)、仮称艦名第5041号艦～5048号艦(改⑤計画)
- 秋月型(乙型)：秋月 - 照月 - 涼月 - 初月 - 新月 - 若月 - 霜月 - 冬月 - 春月 - 宵月 - 夏月 - 満月 (未成)- 花月
  - 建造中止：仮称艦名第367号艦～369号艦(マル急計画)、仮称艦名第5061～5083号艦(改⑤計画)
- 島風型(丙型)：島風 [II]
- 松型(丁型)：松 [II] - 竹 [II] - 梅 [II] - 桃 [II] - 桑 [II] - 桐 [II] - 杉 [II] - 槇 [II] - 樅 [II] - 樫 [II] - 榧 [II] - 楢 [II] - 桜 [II] - 柳 [II] - 椿 [II] - 檜 [II] - 楓 [II] - 欅 [II]
  - 橘型(改松型・改丁型)：八重桜(未成) - 矢竹(未成) - 葛(未成) - 柿 [II] - 樺 [II] - 桂 [II](未成) - 若桜(未成) - 橘 [II] - 蔦 [II] - 萩 [II] - 菫 [II] - 楠 [II] - 初桜 - 楡 [II] - 梨 [II] - 椎 - 榎 [II] - 梓(未成) - 雄竹 - 初梅 - 栃(未成) - 菱 [II](未成) - 榊 [II](未成)
  - 建造中止：33艦
- 改秋月型 - 16隻未成(計画のみ)

#### 二等駆逐艦
- 桜型：桜 [I] - 橘 [I]
- 樺型：樺 [I] - 榊 [I] - 楓 [I] - 桂 [I] - 梅 [I] - 楠 [I] - 柏 - 松 [I] - 杉 [I] - 桐 [I]
- 桃型：桃 [I] - 樫 [I](→海威) - 檜 [I] - 柳 [I]
- 楢型：楢 [I](→第9号掃海艇 [II]) - 桑 [I] - 椿 [I] - 槇 [I] - 欅 [I] - 榎 [I](→第10号掃海艇 [II])
- 樅型：樅 [I] - 榧 [I] - 楡 [I](→第1泊浦)- 栗 - 梨 [I] - 竹 [I] - 柿 [I](→大須)- 栂 - 菊(→第31号哨戒艇) - 葵(→第32号哨戒艇) - 萩 [I](→第33号哨戒艇) - 薄(→第34号哨戒艇) - 藤(→第36号哨戒艇) - 蔦 [I](→第35号哨戒艇) - 葦(→第2泊浦)- 菱 [I](→第37号哨戒艇) - 蓮 - 菫 [I](→三高)- 蓬(→第38号哨戒艇) - 蕨 - 蓼(→第39号哨戒艇)
- 第2号型→若竹型：若竹(←第2号←第2) - 呉竹(←第4号←第4) - 早苗(←第6号←第6) - 早蕨(←第8号←第8) - 朝顔(←第10号←第10) - 夕顔(←第12号)(→第46号哨戒艇) - 芙蓉(←第16号) - 刈萱(←第18号)

### 潜水艦
※正式には、例えば「伊号第一潜水艦」と表記するが本稿では省略表記し、アラビア数字も使用する。また、この項のみ分類は最終時を基準とする。

#### 一等潜水艦

##### 海大型潜水艦
- 海軍大型44型→伊51型(海大1型)：伊51(←第44)
- 海軍大型51型→伊52型→伊152型(海大2型)：伊152(←伊52 [I]←第51)
- 海軍大型51型→伊53型→伊153型(海大3型A)：伊153(←伊53 [I]←第64) - 伊154(←伊54 [I]←第77) - 伊155(←伊55 [I]←第78) - 伊158(←伊58 [I])
- 伊56型→伊156型(海大3型B)：伊156(←伊56 [I]) - 伊157(←伊57) - 伊159(←伊59) - 伊60 - 伊63
- 伊61型→伊162型(海大4型)：伊61 - 伊162(←伊62) - 伊164(←伊64)
- 伊65型→伊165型(海大5型)：伊165(←伊65) - 伊166(←伊66) - 伊67
- 伊68型→伊168型(海大6型A)：伊168(←伊68) - 伊169(←伊69) - 伊70 - 伊171(←伊71) - 伊172(←伊72) - 伊73
- 伊74型→伊174型(海大6型B)：伊174(←伊74) - 伊175(←伊75)
- 伊176型(海大7型)：伊176 - 伊177 - 伊178 - 伊179 - 伊180 - 伊181 - 伊182 - 伊183 - 伊184 - 伊185

##### 巡潜型潜水艦
- 海軍大型74型→巡潜型→伊1型(巡潜1型)：伊1 [I](←第74) - 伊2(←第75) - 伊3(←第76) - 伊4
- 伊5型(巡潜1型改)：伊5
- 伊6型(巡潜2型)：伊6
- 伊7型(巡潜3型)：伊7 - 伊8

##### 甲型潜水艦
- 伊9型(甲型)：伊9 - 伊10 - 伊11
- 伊12型(甲型改1)：伊12
- 伊13型(甲型改2)：伊13 - 伊14 - 伊15 [II](未成) - 伊1 [II](未成)

##### 乙型潜水艦
- 伊15型(乙型)：伊15 [I] - 伊17 - 伊19 - 伊21 [II] - 伊23 [II] - 伊25 - 伊26 - 伊27 - 伊28 - 伊29 - 伊30 - 伊31 - 伊32 - 伊33 - 伊34 - 伊35 - 伊36 - 伊37 - 伊38 - 伊39
- 伊40型(乙型改1)：伊40 - 伊41 - 伊42 - 伊43 - 伊44 - 伊45
- 伊54型(乙型改2)：伊54 [II] - 伊56 [II] - 伊58 [II]

##### 丙型潜水艦
- 伊16型(丙型)：伊16 - 伊18 - 伊20 - 伊22 [II] - 伊24 [II] - 伊46 - 伊47 - 伊48
- 伊52型(丙型改)：伊52 [II] - 伊53 [II] - 伊55 [II]

##### その他の一等潜水艦
- 機潜型→伊121型(機雷潜型)：伊121(←伊21 [I]←第48) - 伊122(←伊22 [I]←第49) - 伊123(←伊23 [I]←第50) - 伊124(←伊24 [I]←第52)
- 伊361型(丁型)：伊361 - 伊362 - 伊363 - 伊364 - 伊365 - 伊366 - 伊367 - 伊368 - 伊369 - 伊370 - 伊371 - 伊372
- 伊373型(丁型改)：伊373 - 伊374(未成)
- 伊201型(潜高型)：伊201 - 伊202 - 伊203 - 伊204(未成) - 伊205(未成) - 伊206(未成) - 伊207(未成) - 伊208(未成)
- 伊351型(潜補型)：伊351 - 伊352(未成)
- 伊400型(特型)：伊400 - 伊401 - 伊402 - 伊404(未成) - 伊405(未成) - 5238号艦(未成)
- 独潜接収：伊501 - 伊502 - 伊503 - 伊504 - 伊505 - 伊506

#### 二等潜水艦
※1919年(大正8年)3月31日までは一等潜水艦。
- F型18型→呂1型(F1型)：呂1(←第18) - 呂2(←第21)
- F型31型→呂3型(F2型)：呂3(←第31) - 呂4(←第32) - 呂5(←第33)
- 海軍中型19型→呂11型(海中1型)：呂11(←第19) - 呂12(←第20)
- 海軍中型22型→呂13型(海中2型)：呂13(←第23) - 呂14(←第22) - 呂15(←第24)
- 海軍中型34型→呂16型(海中3型)：呂16(←第37) - 呂17(←第34) - 呂18(←第35) - 呂19(←第36) - 呂20(←第38) - 呂21(←第39) - 呂22(←第40) - 呂23(←第41) - 呂24(←第42) - 呂25(←第43)
- 海軍中型45型→呂26型(海中4型)：呂26(←第45) - 呂27(←第58) - 呂28(←第62)
- 海軍中型68型→呂29型(特中型)：呂29(←第68) - 呂30(←第69) - 呂31(←第70) - 呂32(←第71)
- 呂33型(海中6型)：呂33 - 呂34
- 呂35型(中型)：呂35 - 呂36 - 呂37 - 呂38 - 呂39 - 呂40 - 呂41 - 呂42 - 呂43 - 呂44 - 呂45 - 呂46 - 呂47 - 呂48 - 呂49 - 呂50 - 呂55 [II] - 呂56 [II](←呂75)
- L型25型→呂51型(L1型)：呂51(←第25) - 呂52(←第26)
- L型27型→呂53型(L2型)：呂53(←第27) - 呂54(←第28) - 呂55 [I](←第29) - 呂56 [I](←第30)
- L型46型→呂57型(L3型)：呂57(←第46) - 呂58(←第47) - 呂59(←第57)
- L型59型→呂60型(L4型)：呂60(←第59) - 呂61(←第72) - 呂62(←第73) - 呂63(←第84) - 呂64(←第79) - 呂65 - 呂66 - 呂67 - 呂68
- 呂100型(小型)：呂100 - 呂101 - 呂102 - 呂103 - 呂104 - 呂105 - 呂106 - 呂107 - 呂108 - 呂109 - 呂110 - 呂111 - 呂112 - 呂113 - 呂114 - 呂115 - 呂116 - 呂117
- ドイツ海軍譲受：呂500(IXC 型潜水艦 U-511) - 呂501(IXC/40 型潜水艦 U-1224)
- 波101型(潜輸小型)：波101 - 波102 - 波103 - 波104 - 波105 - 波106 - 波107 - 波108 - 波109 - 波110(未成) - 波111 - 波112(未成)
- 波201型(潜高小型)：波201 - 波202 - 波203 - 波204 - 波205 - 波206(未成) - 波207 - 波208 - 波209 - 波210 - 波211(未成) - 波212(未成) - 波213(未成) - 波214(未成) - 波215(未成) - 波216 - 波217(未成) - 波218(未成) - 波219(未成) - 波220(未成) - 波221(未成) - 波222(未成) - 波223(未成) - 波224(未成) - 波225(未成) - 波226(未成) - 波227(未成) - 波228(未成) - 波229(未成) - 波230(未成) - 波231(未成) - 波232(未成) - 4943号艦(未成) - 4944号艦(未成) - 4945号艦(未成) - 4946号艦(未成) - 4947号艦(未成) - 4948号艦(未成) - 4949号艦(未成) - 4950号艦(未成) - 4956号艦(未成) - 4957号艦(未成)

#### 三等潜水艦
※1919年(大正8年)3月31日までは二等潜水艦。本等級は最終時には存在しない。
- 第1型(ホランド型)：第1 - 第2 - 第3 - 第4 - 第5
- 第6型(ホランド改型)：第6 - 第7
- 小型8型→波1型(C1型)：波1(←第8) - 波2(←第9)
- 小型10型→波3型(C2型)：波3(←第10) - 波4(←第11) - 波5(←第12)
- 小型13型→波6型(川崎型)：波6(←第13)
- 小型16型→波7型(C3型)：波7(←第16) - 波8(←第17)
- 小型14型→波9型(S型)：波9(←第14) - 波10(←第15)

#### 第一次世界大戦戦利潜水艦
いずれも第一次世界大戦時にドイツから獲得した戦利艦で、日本海軍籍には編入されず、実験等に供された。艦名はいずれも仮称である。
- 〇一潜水艦(←U125)
- 〇二潜水艦(←U46)
- 〇三潜水艦(←U55)
- 〇四潜水艦(←UC90) - 〇五潜水艦(←UC99)
- 〇六潜水艦(←UB125) - 〇七潜水艦(←UB143)

#### 特殊潜航艇・特攻兵器
- 海龍
- 甲標的
- 蛟龍
- 回天 (人間魚雷)
- 特型運貨筒
- 震洋

#### 実験兵器・計画兵器
- 震海
- 邀撃艇
- 71号艦
- 丁型改2(計画のみ)
- 戊型(計画のみ)

### 砲艦
- 鳳翔 [I]
- 天城 [I]
- 磐城
- 摩耶型：摩耶 [I] - 鳥海 [I] - 愛宕 [I] - 赤城 [I]
- 大島
- 日清戦争戦利艦
  - 平遠 - 操江 - 湄雲(媚雲)
  - 鎮東型 : 鎮東 - 鎮西 - 鎮南 - 鎮北 - 鎮中 - 鎮辺
- 宇治 [I]
- 嵯峨
- 安宅
- 橋立型：橋立 [II] - 宇治 [II]
- 太平洋戦争戦利艦：興津(←イタリア海軍敷設艦レパント)

#### 河用砲艦
- 伏見 [I]
- 隅田 [I]
- 鳥羽
- 勢多型：勢多 - 比良 - 保津 - 堅田
- 熱海型：熱海 - 二見
- 伏見型：伏見 [II] - 隅田 [II]
- 舞子(←ポルトガル海軍砲艦マカオ を購入)
- 太平洋戦争戦利艦：多々良 - 唐津 - 須磨 [II] - 鳴海

### 海防艦

#### 旧定義艦

##### 一等海防艦
- 鎮遠(←二等戦艦←清国海軍戦艦 鎮遠)
- 壱岐 [I](←二等戦艦←ロシア海軍戦艦インペラートル・ニコライ1世)
- 丹後(←戦艦←一等戦艦←ロシア海軍戦艦ポルタワ / →ロシアへ返還)
- 富士 [II](←戦艦←一等戦艦 / →運送艦→練習特務艦)
- 石見(←戦艦←一等戦艦←ロシア海軍戦艦オリョール / →雑役船)
- 相模型：相模(←戦艦←一等戦艦←ロシア海軍戦艦ペレスヴェート / →ロシアへ返還) - 周防(←戦艦←一等戦艦←ロシア海軍戦艦ポベーダ / →雑役船)
- 敷島型：敷島(←戦艦←一等戦艦 / →練習特務艦) - 朝日(←戦艦←一等戦艦 / →練習特務艦→工作艦) - 三笠(←戦艦←一等戦艦)
- 肥前(←ロシア海軍戦艦レトウィザン)
- 浅間型：浅間(←一等巡洋艦←巡洋艦 / →海防艦→練習特務艦) - 常磐(←一等巡洋艦←巡洋艦 / →敷設艦)
- 八雲(←一等巡洋艦←巡洋艦 / →海防艦→一等巡洋艦)
- 吾妻(←一等巡洋艦←巡洋艦 / →海防艦→練習特務艦)
- 出雲型：出雲(←一等巡洋艦 / →海防艦→一等巡洋艦) - 磐手(←一等巡洋艦 / →海防艦→一等巡洋艦)
- 春日型：春日(←一等巡洋艦 / →海防艦→練習特務艦) - 日進 [I](←一等巡洋艦 / →海防艦)

##### 二等海防艦
- 日露戦争戦利艦
  - 沖島 [I](←ロシア海軍海防戦艦ゲネラル＝アドミラル・アプラークシン)
  - 見島(←ロシア海軍海防戦艦アドミラル・セニャーウィン)
- 扶桑 [I](←二等戦艦)
- 高千穂(←二等巡洋艦←巡洋艦)
- 松島型：厳島 [I](←二等巡洋艦←巡洋艦 / →雑役船→潜水艦母艇→雑役船) - 橋立 [I](←二等巡洋艦←巡洋艦 / →雑役船)
- 千代田 [II](←二等巡洋艦←巡洋艦)
- 秋津洲 [I](←二等巡洋艦←巡洋艦)
- 鈴谷 [I](←通報艦←ロシア海軍二等巡洋艦ノヴィーク)
- 満州(←通報艦←ロシア商船マンチュリア / →海防艦)
- 豊橋(←水雷母艦 / →運送船)
- 韓崎(←水雷母艦←運送船「韓崎丸」←ロシア船エカテリノスラフ / →水雷母艦→潜水母艦)
- 葛城型：葛城 [I](←三等海防艦←巡洋艦) - 大和 [I](←三等海防艦←巡洋艦 / →測量船) - 武蔵 [II](←三等海防艦←巡洋艦 / →測量船)
- 松江(←三等海防艦←ロシア仮装砲艦スンガリ / →運送船→運送艦→測量艦)
- 若宮 [I](←輸送船←英船レシントン / →航空母艦(※実際には水上機母艦))
- 千歳 [I](→二等海防艦)
- 須磨型：須磨 [I](←二等巡洋艦←三等巡洋艦←巡洋艦) - 明石 [I](←二等巡洋艦←三等巡洋艦)
- 新高型：新高(←二等巡洋艦←三等海防艦) - 対馬 [I](←二等巡洋艦←三等海防艦 / →海防艦)

##### 三等海防艦
- 筑波 [I](←巡洋艦)
- 金剛型：金剛 [I](←巡洋艦) - 比叡 [I](←巡洋艦)
  - 済遠(←巡洋艦←清国海軍巡洋艦 済遠)
- 海門(←巡洋艦)
- 天龍 [I](←巡洋艦)
- 葛城型：葛城 [I](←巡洋艦 / →二等海防艦) - 大和 [I](←巡洋艦 / →二等海防艦→測量船) - 武蔵 [II](←巡洋艦 / →二等海防艦→測量船)
- 高雄 [I](←巡洋艦)
- 日露戦争戦利艦
  - 松江(←ロシア仮装砲艦スンガリ / →二等海防艦→運送船→運送艦→測量艦)

##### 等級廃止後
- 浅間(←一等海防艦←一等巡洋艦←巡洋艦 / →練習特務艦)
- 八雲(←一等海防艦←一等巡洋艦←巡洋艦 / →一等巡洋艦)
- 吾妻(←一等海防艦←一等巡洋艦←巡洋艦 / →練習特務艦)
- 出雲型：出雲(←一等海防艦←一等巡洋艦 / →一等巡洋艦) - 磐手(←一等海防艦←一等巡洋艦 / →一等巡洋艦)
- 春日型：春日(←一等海防艦←一等巡洋艦 / →練習特務艦) - 日進 [II](←一等巡洋艦)
- 満州(←二等海防艦←通報艦←ロシア商船マンチュリア)
- 対馬 [I](←二等海防艦←二等巡洋艦←三等巡洋艦)

#### 新定義艦
- 占守型(甲型)：占守 - 国後 [II] - 八丈 - 石垣
- 択捉型(甲型)：択捉 [II]  - 松輪 - 佐渡 - 隠岐 - 六連 - 壱岐 [II] - 対馬 [II] - 若宮 [II] - 平戸 [II] - 福江 - 天草 [II] - 満珠 [II] - 干珠 [II] - 笠戸 [II]
- 御蔵型(甲型)：御蔵 - 三宅 - 淡路 - 能美 - 倉橋 - 屋代 - 千振 - 草垣
- 日振型(甲型)：日振 - 大東 - 昭南 - 久米 - 生名 - 四阪 - 崎戸 - 目斗 - 波太 - 大津(未成) - 友知(未成)
- 鵜来型(甲型)：鵜来 - 沖縄 - 奄美 - 粟国 - 新南 - 屋久 - 竹生 [II] - 神津 - 保高 - 伊唐 - 生野 - 蔚美(未成) - 室津(未成) - 稲木 - 羽節 - 男鹿 - 金輪 - 宇久 - 高根 - 久賀 - 志賀 - 伊王
- 第1号型(丙型)：第1号 - 第3号 - 第5号 - 第7号 - 第9号 - 第11号 - 第13号 - 第15号 - 第17号 - 第19号 - 第21号 - 第23号 - 第25号 - 第27号 - 第29号 - 第31号 - 第33号 - 第35号 - 第37号 - 第39号 - 第41号 - 第43号 - 第45号 - 第47号 - 第49号 - 第51号 - 第53号 - 第55号 - 第57号 - 第59号 - 第61号 - 第63号 - 第65号 - 第67号 - 第69号 - 第71号 - 第73号 - 第75号 - 第77号 - 第79号 - 第81号 - 第83号(未成) - 第85号 - 第87号 - 第89号(未成) - 第93号 - 第95号 - 第97号(未成) - 第101号(未成) - 第105号 - 第107号(未成) - 第117号(未成) - 第205号 - 第207号 - 第213号 - 第215号 - 第217号 - 第219号 - 第221号 - 第223号(未成) - 第225号 - 第227号
- 第2号型(丁型)：第2号 - 第4号 - 第6号 - 第8号 - 第10号 - 第12号 - 第14号 - 第16号 - 第18号 - 第20号 - 第22号 - 第24号 - 第26号 - 第28号 - 第30号 - 第32号 - 第34号 - 第36号 - 第38号 - 第40号 - 第42号 - 第44号 - 第46号 - 第48号 - 第50号 - 第52号 - 第54号 - 第56号 - 第58号(未成) - 第60号 - 第62号(未成) - 第64号 - 第66号 - 第68号 - 第72号 - 第74号 - 第76号 - 第78号(未成) - 第82号 - 第84号 - 第102号 - 第104号 - 第106号 - 第112号 - 第116号(未成) - 第118号 - 第124号 - 第126号 - 第130号 - 第132号 - 第134号 - 第138号 - 第142号(未成) - 第144号 - 第150号 - 第154号 - 第156号 - 第158号 - 第160号 - 第186号 - 第190号 - 第192号 - 第194号 - 第196号 - 第198号 - 第200号 - 第202号 - 第204号
- 日中戦争戦利艦
  - 八十島型：八十島(←中国巡洋艦 平海 / →二等巡洋艦) - 五百島(←中国巡洋艦 寧海)

### 輸送艦

#### 一等輸送艦
- 第1号型(特々)：第1号 - 第2号 - 第3号 - 第4号 - 第5号 - 第6号 - 第7号 - 第8号 - 第9号 - 第10号 - 第11号 - 第12号 - 第13号 - 第14号 - 第15号 - 第16号 - 第17号 - 第18号 - 第19号 - 第20号 - 第21号 - 第22号(未成)

#### 二等輸送艦
- 第101号型(SB艇D)：第101号 - 第102号 - 第127号 - 第128号 - 第149号 - 第150号
- 第103号型(SB艇T)：第103号 - 第104号 - 第105号 - 第<106号> - 第<107号> - 第<108号> - 第110号 - 第111号 - 第112号 - 第113号 - 第114号 - 第115号 - 第129号 - 第130号 - 第131号 - 第132号 - 第133号 - 第134号 - 第135号 - 第136号 - 第137号 - 第138号 - 第139号 - 第140号 - 第141号 - 第142号 - 第143号 - 第144号 - 第145号 - 第146号 - 第147号 - 第157号 - 第158号 - 第159号 - 第160号 - 第161号 - 第164号(未成) - 第165号(未成) - 第172号 - 第173号 - 第174号 - 第175号(未成) - 第176号(未成)

### 水雷艇

#### 一等水雷艇
- 小鷹 [I]
- 隼型：隼 [I] - 鵲 [I] - 真鶴 [I] - 千鳥 [I] - 雁 [I] - 蒼鷹 [I] - 鴿 - 燕 [I] - 雲雀 - 雉 [I] - 鷺 [I] - 鶉 - 鴎 [I] - 鷂 - 鴻 [I]
- 白鷹 [I]

#### 二等水雷艇
- 第21号型：第21号 - 第24号
- 第22号型：第22号 - 第23号 - 第25号 - 第31号 - 第32号 - 第33号 - 第34号 - 第35号 - 第36号 - 第37号 - 第38号 - 第44号- 45号 - 第46号 - 第47号 - 第48号 - 第49号 - 第60号 - 第61号
- 第29号型：第29号 - 第30号
- 第39号型：第39号 - 第40号 - 第41号 - 第42号 - 第43号 - 第62号 - 第63号 - 第64号 - 第65号 - 第66号
- 第67号型：第67号 - 第68号 - 第69号 - 第70号 - 第71号 - 第72号 - 第73号 - 第74号 - 第75号

#### 三等水雷艇
- 第1号型：第1号 - 第2号 - 第3号 - 第4号
- 第5号型：第5号 - 第6号 - 第7号 - 第8号 - 第9号 - 第10号 - 第11号 - 第12号 - 第13号 - 第14号 - 第16号 - 第17号 - 第18号 - 第19号
- 第15号型：第15号 - 第20号
- 第50号型：第50号 - 第51号 - 第52号 - 第53号 - 第54号 - 第55号 - 第56号 - 第57号 - 第58号 - 第59号

#### 日清戦争戦利艇
- 26号
- 27号
- 28号
- 福龍

#### 昭和期の水雷艇
- 千鳥型：千鳥 [II] - 真鶴 [II] - 友鶴 - 初雁
- 鴻型：鴻 [II] - 鵯 - 隼 [II] - 鵲 [II] - 雉 [II] - 雁 [II] - 鷺 [II] - 鳩 [II]
- 日中戦争戦利艇 : 川蝉 - 山蝉

### 掃海艇
- 旧雷型駆逐艦：曙 [I] - 朧 [I]
- 旧東雲型駆逐艦：不知火 [I] - 薄雲 [I]
- 旧白雲型駆逐艦：白雲 [I] - 朝潮 [I]
- 旧春雨型駆逐艦：村雨 [I] - 朝霧 [I]
- 第1号型：第1号 - 第2号 - 第3号 - 第4号
- 第5号型：第5号 - 第6号
- 潮型/第7号型(初代)：潮 [I] - 夕立 [I] - 夕暮 [I] - 神風 [I] - 初霜 [I] - 如月 [I] - 響 [I] - 浦波 [I](→第8号 [I]) - 磯波 [I](→第7号 [I]) - 水無月 [I](→第10号 [I]) - 長月 [I](→第11号 [I]) - 菊月 [I](→第12号 [I]) - 綾波 [I](→第9号 [I]) - 子日 [I] - 朝風 [I] - 若葉 [I] - 春風 [I] - 初雪 [I]
- 第7号型(2代)：第7号 [II](←海風 [I]) - 第8号 [II](←山風 [I])
- 第9号型：第9号 [II](←楢 [I]) - 第10号 [II](←榎 [I])
- 第13号型：第13号 - 第14号 - 第15号 - 第16号
- 第17号型：第17号 - 第18号
- 第7号型(3代)：第7号 [III] - 第8号 [III] - 第9号 [III] - 第10号 [III] - 第11号 [II] - 第12号 [II]
- 第19号型：第19号 - 第20号 - 第21号 - 第22号 - 第23号 - 第24号 - 第25号 - 第26号 - 第27号 - 第28号 - 第29号 - 第30号 - 第33号 - 第34号 - 第38号 - 第39号 - 第41号
- 太平洋戦争戦利艦・第101号型：第101号 - 第102号

### 駆潜艇
- 第1号型：第1号 - 第2号
- 第3号
- 第51号型(→第251号型駆潜特務艇)：第51号 [I] - 第52号 [I] - 第53号 [I]
- 第4号型：第4号 - 第5号 - 第6号 - 第7号 - 第8号 - 第9号 - 第10号 - 第11号 - 第12号
- 第13号型：第13号 - 第14号 - 第15号 - 第16号 - 第17号 - 第18号 - 第19号 - 第20号 - 第21号 - 第22号 - 第23号 - 第24号 - 第25号 - 第26号 - 第27号
- 第28号型：第28号 - 第29号 - 第30号 - 第31号 - 第32号 - 第33号 - 第34号 - 第35号 - 第36号 - 第37号 - 第38号 - 第39号 - 第40号 - 第41号 - 第42号 - 第43号 - 第44号 - 第45号 - 第46号 - 第47号 - 第48号 - 第49号 - 第50号 - 第51 [II]号 - 第52 [II]号 - 第53 [II]号 - 第54号 - 第55号 - 第56号 - 第57号 - 第58号
- 第60号型：第60号 - 第61号 - 第63号

### 敷設艇
- 燕型：燕 [II] - 鴎 [II]
- 夏島型：夏島 [II] - 那沙美 [II]
- 猿島
- 測天型：測天 [II] - 白神 - 巨済 - 成生 - 浮島 - 平島 - 澎湖 - 石埼 - 鷹島 - 済州 - 新井埼 - 由利島 - 怒和島 - 前島 - 諸島(建造中止)
- 網代型：網代
- 神島型：神島 - 粟島

#### 二等敷設艇
- 夏島 [I](←夏島丸)
- 測天型(→敷設艇→測天を除き敷設特務艇へ)：測天 [I] - 戸島 - 黒島 - 葦埼 - 加徳 - 圓島 - 黒神 - 片島 - 江之島 - 似島 - 黒埼 - 鷲埼(←第45号)

#### 三等敷設艇
- 第1号 [I](←第七震天) - 第2号 [I](←公称第168号) - 第3号 [I](←公称第140号) - 第4号 [I](←公称第139号) - 第5号(←第二大湊丸) - 第6号(←公称第162号) - 第7号(←公称第181号) - 第8号(←公称第164号) - 第11号(←第五竹敷丸) - 第12号(←那沙美丸 [I]) - 第13号(←公称第165号) - 第14号(←公称第119号) - 第15号(←公称第61号) - 第21号(←第三震天) - 第22号(←公称第120号) - 第23号(←公称第186号) - 第24号(←公称第108号) - 第25号(←公称第50号) - 第26号(←第二回天) - 第27号(←公称第174号) - 第28号(←公称第150号) - 第29号(←第六震天) - 第30号(←公称第185号) - 第31号(←公称第151号) - 第32号(←公称第109号) - 第33号(←公称第110号) - 第34号(←鶏冠丸) - 第35号(←公称第196号) - 第36号(←公称第325号) - 第37号(←公称第167号) - 第41号(←第一天橋) - 第42号(←公称第121号) - 第43号(←公称第122号) - 第44号(←公称第123号)

### 哨戒艇
- 第1号型：第1号(←島風 [I]) - 第2号(←灘風)
- 第31号型：第31号(←菊) - 第32号(←葵) - 第33号(←萩) - 第34号(←薄) - 第35号(←蔦) - 第36号(←藤) - 第37号(←菱) - 第38号(←蓬) - 第39号(←蓼)
- 第46号(←夕顔)
- 太平洋戦争戦利艦：第101号 - 第102号 - 第103号 - 第104号 - 第105号 - 第106号(未成) - 第107号 - 第108号 - 第109号

## 特務艦艇

### 特務艦

#### 工作艦
- 朝日(←練習特務艦←一等海防艦←戦艦)
- 日露戦争戦利船：関東 [II](←ロシア船マンチェリア)
- 明石 [II] - 三原(未着工) - 桃取(未着工)

#### 運送艦
- 日露戦争戦利艦：若宮 [I](←英船レシントン / →水上機母艦)- 高崎 [I](→水上機母艦)
- 第一次世界大戦戦利艦：青島 [I](←運送船) - 労山(←運送船)
- 商船から海軍籍に編入：宗谷 [II](→海上保安庁灯台補給船→海上保安庁巡視船)

##### 給油艦
- 志自岐
- 洲埼 [I]
- 剣埼 [I]
- 野間 [I]
- 知床型：能登呂(→水上機母艦) - 知床(→給炭油艦) - 襟裳 - 佐多 - 鶴見 - 尻矢 - 石廊
- 隠戸型：隠戸 - 早鞆 - 鳴戸
- 神威(→水上機母艦)
- 風早型：風早 - 韓崎 [II](305号艦、未着工)- 速吸(速吸型へ計画変更)- 稲取 [I](307号艦、未着工)- 雁来(5381号艦、未着工)- 釣掛(5382号艦、未着工)- 雲見(5383号艦、未着工)- 神須(5484号艦、未着工)- 膠州 [II](5385号艦、未着工)- 青島 [II](5386号艦、未着工)- 野間 [II](5387号艦、未着工)
- 速吸
- 鷹野型：鷹野(5388号艦、未着工) - 5389号艦(未着工)- 潮見(5390号艦、未着工)- 高浜(5391号艦、未着工)- 大須(5392号艦、未着工)- 大間(5393号艦、未着工)- 龍舞 [I](5394号艦、未着工)- 塩瀬(5395号艦、未着工)
- 針尾型：針尾 - 稲取 [II](4902号艦、未着工)- 韓崎 [III](4903号艦、未着工)- 龍舞 [II](4904号艦、未着工)
- 洲埼型(軽質油運搬艦)：洲埼 [II] - 高崎 [III] - 剣埼 [III](234号艦、未着工)- 神埼(235号艦、未着工)- 聖埼(又は豊埼、236号艦、未着工)
- 足摺型(軽質油運搬艦)：足摺 - 塩屋
- 太平洋戦争戦利艦：大瀬
- 海軍配当船：しまね丸型(特1TL型) : しまね丸 - 大滝山丸(未成)

##### 給炭艦
- 室戸型：室戸 - 野島

##### 給炭油艦
- 知床(←給油艦)

##### 給兵艦
- 樫野

##### 給糧艦
- 間宮
- 伊良湖 - 久須見(5408号艦、未着工)
- 針尾型 : 針尾 [I](5409号艦、未着工)- 高磯(5410号艦、未着工)
- 野埼
- 杵埼型 : 杵埼 - 早埼 - 白埼 - 荒埼 - 清埼(5401号艦、未着工)- 大埼(5402号艦、未着工)- 部埼(5403号艦、未着工)- 樫埼(5404号艦、未着工)- 呉埼(5405号艦、未着工)- 三埼(5406号艦、未着工)- 藤埼(5407号艦、未着工)
- 鞍埼

#### 砕氷艦
- 大泊
- 恵山(5419号艦、未着工)

#### 測量艦
- 勝力
- 筑紫 [II] - 三保(5418号艦、未着工)
- 第一次世界大戦戦利艦：膠州

#### 標的艦
- 旧戦艦：攝津(←戦艦)
- 矢風(←一等駆逐艦)
- 波勝
- 大浜型：大浜 - 大指(未成) - 矢越(5413号艦、未着工)- 安乗(5414号艦、未着工)- 大畠(5415号艦、未着工)

#### 練習特務艦
- 旧戦艦：富士 [II](←運送艦←一等海防艦←一等戦艦) - 敷島(←一等海防艦←一等戦艦)
- 旧巡洋艦：浅間 [II](←一等海防艦←一等巡洋艦←巡洋艦) - 吾妻(←一等海防艦←一等巡洋艦←巡洋艦) - 春日 [II](←一等海防艦←一等巡洋艦)

#### 練習雜役船
- 日中戦争戦利船：阿多田(中華民国砲艦 逸仙)

### 特務艇

#### 掃海特務艇
- 第1号型 : 第1号 - 第2号 - 第3号 - 第4号 - 第5号 - 第6号 - 第7号 - 第8号 - 第9号 - 第10号 - 第11号 - 第12号 - 第13号 - 第14号 - 第15号 - 第16号 - 第17号 - 第18号 - 第19号 - 第20号 - 第21号 - 第22号
- 太平洋戦争戦利艦 : 第101号型 : 第101号 - 第102号 - 第103号 - 第104号 - 第105号 - 第106号 - 第107号

#### 駆潜特務艇
- 第251号型(←第51号型駆潜艇) : 第251号 - 第252号 - 第253号
- 第1号型 : 第1号 - 第2号 - 第3号 ～ 第100号 - 第151号 ～ 第172号 - 第173号 - 第174号 ～ 第250号
- 太平洋戦争戦利艇
  - 第101号
  - 第102号型 : 第102号 - 第104号 - 第109号 - 第110号 - 第118号
  - 第103号型 : 第103号 - 第105号 - 第106号 - 第107号 - 第108号(未成) - 第114号 - 第115号
  - 第111号
  - 第112号型 : 第112号 - 第113号 - 第116号
  - 第117号

#### 敷設特務艇
- 測天型：(測天 [I]) - 戸島 - 黒島 - 葦埼 - 加徳 - 圓島 - 黒神 - 片島 - 江之島 - 似島 - 黒埼 - 鷲埼
- 第1号型：第1号 [II] - 第2号 [II] - 第3号 [II] - 第4号 [II]
- 太平洋戦争戦利艇：第101号 (←英 防潜網敷設艇バーライト)

#### 哨戒特務艇
- 第1号型 : 第1号 - 第2号 - 第3号 - 第4号(未成) - 第25号 - 第26号 - 第27号(未成) - 第31号 - 第32号(未成) - 第33号(未成) - 第34号(未成) - 第37号 - 第38号(未成) - 第54号 - 第55号(未成) - 第64号(未成) - 第65号(未成) - 第66号(未成) - 第84号 - 第85号 - 2206号艦(未成) - 第90号 - 第91号(未成) - 第92号(未成) - 第93号(未成) - 第110号(未成) - 第111号(未成) - 第122号(未成) - 第123号(未成) - 第134号 - 第135号 - 第136号 - 第137号 - 第138号 - 第139号(戦後竣工) - 第140号(未成) - 第152号 - 第153号 - 第154号(戦後竣工) - 第155号(未成) - 第156号(未成) - 第163号 - 第164号 - 第165号 - 第166号 - 第173号 - 第174号 - 第175号 - 第176号(戦後竣工) - 第177号(未成) - 2298号艦(未成) - 第179号 - 第180号(未成) - 第181号(未成) - 第191号 - 第192号 - 第193号(未成)

#### 海防艇
※全艇未成
- 海防艇甲 : 第1号 - 第2号
- 海防艇乙 : 第101号 - 第103号 - 第104号 - 第109号 - 第113号 - 第118号 - 第119号 - 第122号 - 第125号 - 第126号 - 第128号 - 第131号 - 第132号 - 第133号 - 第137号 - 第138号 - 第139号 - 第141号 - 第144号 - 第148号 - 第151号 - 第157号

#### 電纜敷設艇
- 初島型 : 初島 - 釣島 - 大立 - 立石

#### 潜水艦母艇
- 長浦 [I](←龍田 [I])(旧通報艦)
- 厳島 [I](←雑役船←二等海防艦←二等巡洋艦←巡洋艦 / →潜水艦母艇→雑役船)
- 秋津洲 [I](旧巡洋艦)
- 千代田 [II](旧巡洋艦)
- 見島(旧海防艦)
- 宇治 [I](旧砲艦)
- 硯海
- 歴山
- 椅子山

#### 魚雷艇
※記載内容は 計画番号(公称形式) : 艇番号の順。

##### 試作魚雷艇
- 試作艇T-0型

##### 輸入魚雷艇
- MAS艇(→第1号隼艇(第H-1型))

##### T-1型
- T-1型(第1号型) : 第1号～第6号

##### 甲型魚雷艇
- T-51A型(第10号型) : 第10号
- T-51B型(第11号型) : 第11号～第17号 - (第18号～第20号)

##### 乙型魚雷艇
- T-14型(第538号型) : 第538号～第555号 - 第838号～第889号 - (第890号～第894号) - 第1101号～第1108号
- T-15型(第491号型) : 第491号 - 第492号
- T-23型(第201号型) : 第201号～第205号 - 第213号～第218号 - 第401号～第410号 - 第451号～第454号
- T-25型(第469号型) : 第469号 - 第493号～第500号 - 第529号～第537号 - 第801号～第837号
- T-31型(第206号型) : 第206号～第212号 - 第219号 - 第230号～第234号
- T-32型(第301号型) : 第301号～第315号
- T-33型(第220号型) : 第220号～第229号 - 第316号～第326号 - 第349号～第354号 - 第421号～第425号 - 第455号 - 第456号 - 第501号～第505号
- T-34型(第235号型) : 第235号～第240号
- T-35型(第468号型) : 第468号 - 第482号～第490号
- T-36型(第411号型) : 第411号～第420号 - 第426号～第450号 - 第470号～第473号
- T-37型(第327号型) : 第327号～第348号 - 第355号～第357
- T-38型(第241号型) : 第241号～第286号 - 第 457号～第467号 - 第506号～第528号
- T-39型(第474号型) : 第474号～第481号
- T-151型(第151号型) : 第151号～第165号

##### 隼艇
- H-1型(第1号型隼艇) : 隼第1号(←MAS艇)
- H-2型(第2号型隼艇) : 隼第2号～第9号
- H-35型(第27号型隼艇) : 隼第27号～第32号 - 第212号～第217号
- H-38型(第10号型隼艇) : 隼第10号～第26号 - 第51号～第73号 - 第123号～第124号 - 第204号～第211号
- 第74号型隼艇 : 隼第74号～第100号 - 第201号～第203号
- H-61型(第101号型隼艇) : 隼第33号～第46号 - 第101号～第122号 - 第218号～第236号 - (第237号～第245号)
- H-63 :(試作艇)

##### 太平洋戦争戦利魚雷艇
- 第101号型(ジャワにて捕獲)
  - 第101号型 : 第101号 - 第109号～第112号 - 第115号 - 第117号～第120号
  - 第102号型 : 第102号～第108号
  - 第113号型 : 第113号 - 第116号
- 第114号(フィリピンにて捕獲)

## 特設艦艇

### 特設軍艦

#### 特設航空母艦
- 春日丸型：春日丸(→大鷹) - 八幡丸(→雲鷹)
- 飛鷹型：飛鷹 - 橿原丸(→隼鷹)

#### 特設水上機母艦
- 香久丸型：香久丸 - 衣笠丸
- 神川丸型：神川丸 - 聖川丸 - 君川丸 - 國川丸
- 相良丸型：相良丸 - 讃岐丸
- 山陽丸

#### 特設航空機運搬艦
- 五州丸 - 葛城丸 - 富士川丸 - 小牧丸 - りおん丸 - 慶洋丸 - 加茂川丸 - 最上川丸 - 名古屋丸 - 関東丸

#### 特設巡洋艦
- 報国丸型：報国丸 - 愛国丸 - 護国丸
- 赤城丸型：赤城丸 - 浅香丸 - 粟田丸
- 清澄丸型：清澄丸 - 金剛丸
- 盤谷丸型：盤谷丸 - 西貢丸(兼敷設艦)
- 能代丸
- 金龍丸
- 浮島丸
- 金城山丸(兼敷設艦)

#### 特設敷設艦
- 日祐丸 - 新興丸 - 高栄丸 - 辰宮丸 - 辰春丸 - 天洋丸 - 最上川丸 - 永城丸 - 光隆丸

#### 特設急設網艦
- 西安丸 - 須磨の浦丸

#### 特設潜水母艦
- 日本郵船氷川丸級貨客船 日枝丸型：平安丸 - 日枝丸
- 靖国丸
- 名古屋丸
- さんとす丸
- りおでじゃねろ丸
- 筑紫丸

#### 特設水雷母艦
- 日本海丸 - 首里丸 - 神風丸 - 神祥丸

#### 特設掃海母艦
- いくしま丸 - 射水丸 - 永興丸

#### 特設砲艦

##### 砲艦兼砕氷艦
- 千歳丸 - 白海丸

##### 砲艦大
- でりい丸 - 華山丸 - 唐山丸 - 第二号長安丸 - 第二号長江丸 - 長寿山丸 - 朝海丸 - 香港丸 - 昌栄丸 - 昭徳丸 - 生田丸 - 長田丸 - 北京丸 - 第一雲洋丸 - 第一号明治丸 - 香取丸 - 安州丸 - 日海丸 - 昭興丸 - 第二号松栄丸 - 長運丸 - 弘玉丸 - 京城丸 - 平壌丸 - 静海丸 - 浮島丸(←特設巡洋艦)

##### 砲艦小
- 快鳳丸(←農林水産省：快鳳丸←給油艦：剣埼) - 百福丸 - 正生丸 - 江戸丸 - 那智丸 - 木曾丸 - 阿蘇丸 - 第二日の丸 - 第二号桂丸 - 西京丸 - 第十福栄丸 - 第二号日吉丸 - 豊国丸 - 第五信洋丸 - 第一号新興丸 - 第十雲海丸 - 興和丸 - 京津丸 - 東照丸 - 第七大源丸 - 江祥丸 - 南浦丸 - 第十二日正丸 - 第十六日正丸 - 第二日正丸

##### 砲艦兼敷設艦
- 武昌丸 - 長沙丸 - 金剛山丸 - 長白山丸 - 笠置丸 - 山東丸 - 河北丸 - 新京丸 - 盛京丸 - 大同丸 - 慶興丸 - 成興丸 - 瑞興丸 - 勝泳丸 - 福山丸 - 大興丸 - 千洋丸 - 萬洋丸 - 億洋丸 - 八海山丸 - 光島丸 - 神津丸 - 豊津丸 - 富津丸 - 両徳丸 - 妙見丸 - 第二号新興丸 - 永福丸 - まがね丸 - 寿山丸 - 吉田丸

### 特設特務艇

#### 特設捕獲網艇
- 菊丸 - 第二日の丸 - 大衆丸 - 樫丸 - 桂丸 - 興嶺丸 - 興海丸 - 第二新東丸 - 春川丸[1] - 熊野丸 - 長良丸 - 宇治丸 - 第十五福榮丸 - 第十福榮丸 - 鹿島丸 - 昭福丸 - 昭益丸 - 東光丸 - 星光丸 - 珠江丸 - 長江丸 - 紀進丸 - 漢江丸[1] - 黄河丸 - 第五日正丸 - 興義丸 - 厚榮丸 - たつ丸 - 第三日正丸 - 柏丸[1] - まつ丸 - 桐丸 - 第三東洋丸 - 王星丸 - 博丸 - 山水丸 - 永隆丸 - 朝輝丸 - 若宮丸 - 拍丸[1] -

#### 特設防潜網艇
- 下松丸[2]

#### 特設駆潜艇
- 通海丸[1] - 和風丸[1] - 長門丸[1] - 鳥来丸[1] - 龍井丸[1] - 肥後丸[1] - 鵲丸[1] - 大鷹丸[1] - 図南丸[1] - 第二号海王丸[1] - 第三号海王丸[1] - 島根丸[1] - 立山丸[1] - 白山丸[1] - 第二萬代丸[1] - 第六恵山丸[1] - 第七恵山丸[1] - 第八恵山丸[1] - 第一大平丸[1] - 第九神威丸[1] - 第九白神丸[1] - 芙蓉丸[2] -  第十八日東丸[2] - 八代丸[2] - 昭代丸[2] - 瑞鳳丸[2] - 第十一昭南丸[2] -

#### 特設掃海艇
- 第七福栄丸 - 第一京丸[1] - 麗水丸[1] - 姫島丸[2] - 寶永丸[2] - 第八長運丸[2] - ちとせ丸[2] - 新浦丸[2] - 關丸[2] - 第七利丸[2] -

#### 特設監視艇
- 第二十三日東丸を代表格とする遠洋漁船411隻。第二松生丸 - 第五福一丸[1] - 勝榮丸[1] - 第三朝洋丸[1] - 第二十八南進丸[1] - 第三十五南進丸[1] - 第三十六南進丸[1] - 高貴丸[1] - 富士丸[1] - 第五盛運丸[1] - 第二十三徳丸[1] - 第三宝松丸[1] - 第五萬榮丸[1] - 第五宝榮丸[1] - 第十七長運丸[1] - 榮福丸[1] - 第二榮福丸[1] - 第三号昭和丸[1] - 第八事代丸[1] - 第三共和丸[1] - 第五盛秋丸[1] - 第三南薩丸[1] - 第五大成丸[1] - 海晃丸[1] -

#### 特設工作艦
- 山下汽船山彦丸級貨物船 山彦丸
- 松岡汽船松安丸級貨物船 松栄丸
- 山下汽船山霜丸級貨物船 山霜丸
- 板谷商船妙高丸級貨物船 八海丸
- 福洋汽船浦上丸級貨物船 浦上丸
- 日中戦争戦利船：白沙(←中国監視船 福星)

#### 特設港務艦
- 日本郵船箱根丸級貨客船 筥崎丸・白山丸

#### 特設測量艦
- 日中戦争戦利船
  - 白沙(←中国監視船 福星)
  - 播陽
- 阿波国共同第36共同丸級貨客船 第36共同丸

#### 特設電纜敷設船
- 山下汽船山鳩丸級貨物船 山鳩丸
- 東光商事王星丸級貨物船 王星丸
- 太平洋戦争戦利商船 春島丸(←米ハリソン)

#### 特設病院船
- 大阪商船那智丸級貨客船 牟婁丸
- 日本郵船朝日丸級貨客船 朝日丸
- 日本郵船氷川丸級貨客船 氷川丸
- 東京湾汽船菊丸級貨客船 菊丸
- 東京湾汽船橘丸級貨客船 橘丸
- 大阪商船高砂丸級貨客船 高砂丸

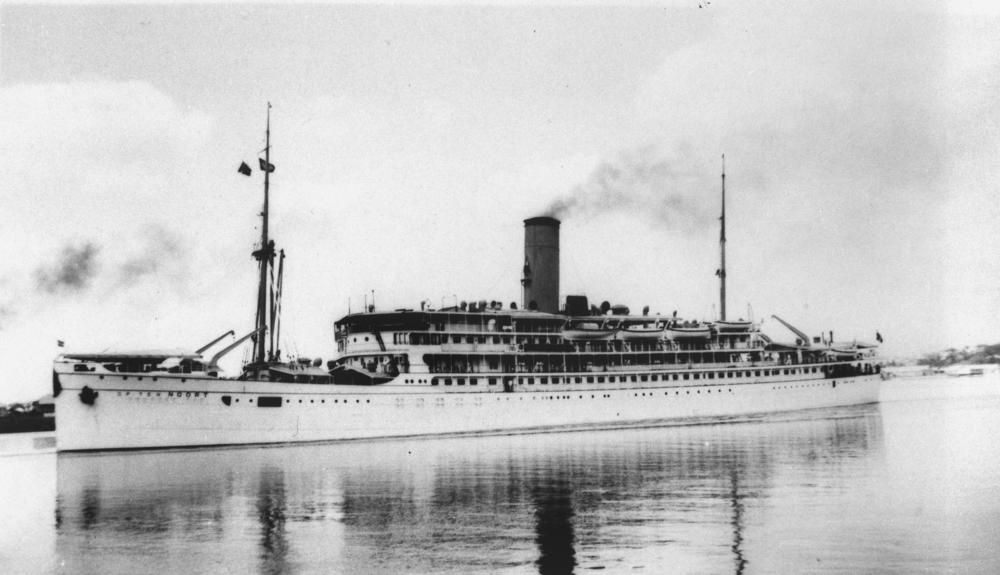
天応丸となる前のオランダ船「オプテンノール(Op Ten Noort)」

- 太平洋戦争戦利商船(←オランダ病院船オプテンノール) 天応丸(→第二氷川丸)

#### 特設救難船
- 日本海南救助祐捷丸級救難船 祐捷丸
- 佐野安1400t級貨物船 東洋海運桂川丸
- 太平洋戦争戦利商船 新鳩丸(←蘭アルバトロス) - 尊条丸(←中尊条) - 春田丸(←諾ハルダー) - 宝辰丸(←英ハーシング) - 宝嶺丸(←蘭ポールスター)

#### 特設運送艦船

##### 給兵船
- 栃木商事日出丸級貨物船 日出丸
- 日本郵船長良丸級貨物船 鳴門丸
- 長崎6700t級貨物船 広海商事広徳丸
- 鶴見6700t級貨物船 玉井商店新玉丸
- 播磨6700t級貨物船 日本郵船尾上丸・大阪商船西阿丸
- 山下汽船興業丸級貨物船 興業丸
- 大阪鉄工6500t級貨物船 日産汽船日立丸・日威丸・日朗丸
- 辰馬汽船辰神丸級貨物船 辰神丸・辰武丸
- 日産汽船日春丸級貨物船 日春丸

##### 給水船
- 川南1900t級貨物船 東洋海運木曽川丸
- 大連汽船興安丸級貨物船 興安丸
- 馬場汽船立山丸級貨物船 立山丸
- 岡崎汽船日豊丸級貨物船 日豊丸
- 三井物産常盤山丸級貨物船 大宝山丸
- 川南1900t級貨物船 甘糟産業第1あまかす丸・五洋商船五隆丸・山本汽船朝山丸
- 横浜2700t級貨物船 東洋汽船和洋丸

##### 給油船
- 飯野産業東亜丸級タンカー 極東丸
- 日東鉱業宝洋丸級タンカー 宝洋丸
- 共同企業第3小倉丸級タンカー 第三小倉丸
- 日東鉱業帝洋丸級タンカー 帝洋丸
- 飯野産業富士山丸級タンカー 富士山丸
- 東洋海運宇洋丸級貨物船 球磨川丸
- 飯野産業東亜丸級タンカー 東亜丸・東邦丸
- 五洋商船照川丸級貨物船 照川丸
- 川崎10000t級タンカー 山下汽船日本丸
- 日本郵船赤城丸級貨物船 有馬丸
- 日東鉱業海城丸級タンカー 海城丸
- 三菱汽船さんくれめんて丸級タンカー さんくれめんて丸
- 日本郵船吾妻丸級貨物船 吾妻丸
- 川崎10000t級タンカー 浅野物産玄洋丸 - 日東鉱業日栄丸・東栄丸 - 国洋汽船国洋丸・健洋丸 - 神戸桟橋神国丸
- 昭和タンカー日章丸級タンカー 日章丸
- 播磨10000t級タンカー 石原産業あけぼの丸・中外汽船黒潮丸
- 大連汽船海城丸級タンカー 海城丸
- 太平洋戦争戦利貨物船 愛天丸
- 1TL戦標タンカー 日東鉱業良栄丸 - 飯野海運日邦丸・あづさ丸
- 岡田組東園丸級タンカー 東園丸
- 日本郵船豊岡丸級貨物船 松本丸
- 昭和石油満珠丸級タンカー 満珠丸
- 栃木造船300t級タンカー もじ丸
- 長崎7300t級タンカー 三菱汽船さんぺどろ丸・さんぢゑご丸・さんるいす丸 - 小倉石油第2小倉丸
- 日本タンカー昭洋丸級タンカー 昭洋丸
- 浅野物産紀洋丸級タンカー 紀洋丸
- 神戸500t級タンカー 三菱汽船菱丸
- 川崎10000t級タンカー 川崎汽船建川丸
- 三菱商事さんらもん丸級タンカー さんらもん丸
- 三井物産590t級タンカー 中村汽船康良丸
- 三井物産音羽山丸級タンカー 御室山丸
- 神戸850t級タンカー 三菱汽船第二菱丸
- 播磨600t級タンカー 共栄タンカー共栄丸
- 川崎10000t級タンカー 厳島丸
- 480t級タンカー 大興汽船重興丸
- 日本水産第2図南丸級捕鯨母船 第三図南丸
- 極洋捕鯨極洋丸級捕鯨母船 極洋丸
- 浪速970t級タンカー 興亜汽船興隆丸
- 共栄タンカー第二共栄丸級タンカー 第二共栄丸・第三共栄丸
- 国際汽船霧島丸級貨物船 霧島丸
- 彦島870t級タンカー 日本油槽船金鈴丸
- 日東汽船久栄丸級タンカー 久栄丸
- 1TL戦標タンカー 石原産業あまつ丸 - 三菱商事みりい丸 - 三井船舶大峯山丸 - 国洋汽船清洋丸 - 川崎汽船興川丸 - 飯野海運南邦丸・旭邦丸
- 1TM戦標タンカー 三菱商事たらかん丸 - 飯野海運雄鳳丸・神鳳丸 - 日東汽船万栄丸・睦栄丸・栄邦丸 - 石原産業あさしほ丸・あさなぎ丸 - 関東タンカー第二永洋丸
- 播磨850t級タンカー 播磨造船室津丸
- 太平洋戦争戦利タンカー 朝嵐丸(←英レークチャンプル) - 江ノ島丸(←英エボノル)
- 太平洋戦争戦利貨物船 巨港丸(←蘭セミラミス) - 三楽丸(←米サランガニ)

##### 雑用船
- 北海丸

## 雑役船
※主に軍艦として就役した艦艇が後方任務に移行した際の名称。基本的には艦級を持たない。本格的な戦闘には投入されなかった船が多い。
- 初加勢(皇室専用ヨット。読みは「はつかぜ」)
- 日中戦争戦利船：阿多田(中華民国砲艦 逸仙)

### 工作船
- 日中戦争戦利船
  - 早瀬(中国船：錦江)
  - 飛渡瀬(中国砲艦：民生)

### 海洋観測船
- 200トン型：第1海洋 - 第2海洋 - 第3海洋 - 第4海洋 - 第5海洋 - 第6海洋

### 交通船
- 日中戦争戦利船
  - 飛鳥(←中国砲艦 永建 / 特設水雷砲艦→雑役船(交通船)→対空哨戒艦)
- 小鷹(内火式河用特型 通称豆砲艦)
- 小桜 - 白梅(排水量30t、ハルピンの臨時海軍防備隊に配備)

### 救難船兼曳船
- 雄島型(800トン型)：雄島 - 長浦 - 立神
- 三浦型(800トン型)：三浦 - 弓張 - 花島
- 笠島型(600トン型)：笠島(←波島)- 二神

### 救難艇兼海底調査艇
- 西村式潜水艇

### 一等巡洋艦
- 9,600トン型一等巡洋艦 - 八雲

### 練習船
- 1,300トン型回天用練習船 - 谷風　※元、江風型駆逐艦2番艦

## 脚註